# Provincia Azerbaidjanul de Est
Azerbaidjan de Est (persană : آذربایجان شرقی, Āzarbāyjān-e Šarqi) este una din cele 30 provincii ale Iranlui și constituie una din cele 3 provincii ale Azerbaidjanului iranian, situată în nord-vestul țării, înconjurată de Armenia,  republica Azerbaidjan și provinciile Ardabil, Azerbaidjanul  occidental și de Zanjan. Capitale provinciei  este  Tabriz.
În Qarajadag (Arasbaran), adică regiunea dintre râul Aras și lanțul muntos Sabalan, există șase triburi șiite musulmane vorbitoare de turci de origine kurdă: Chalabianlu, Muhammadkhanlu, Hajialilu, Hassenbeiglu, Husseinkhanlu și Qarachorlu.
1. ↑  Foundation, Encyclopaedia Iranica, Welcome to Encyclopaedia Iranica (în engleză), iranicaonline.org